# Romanens

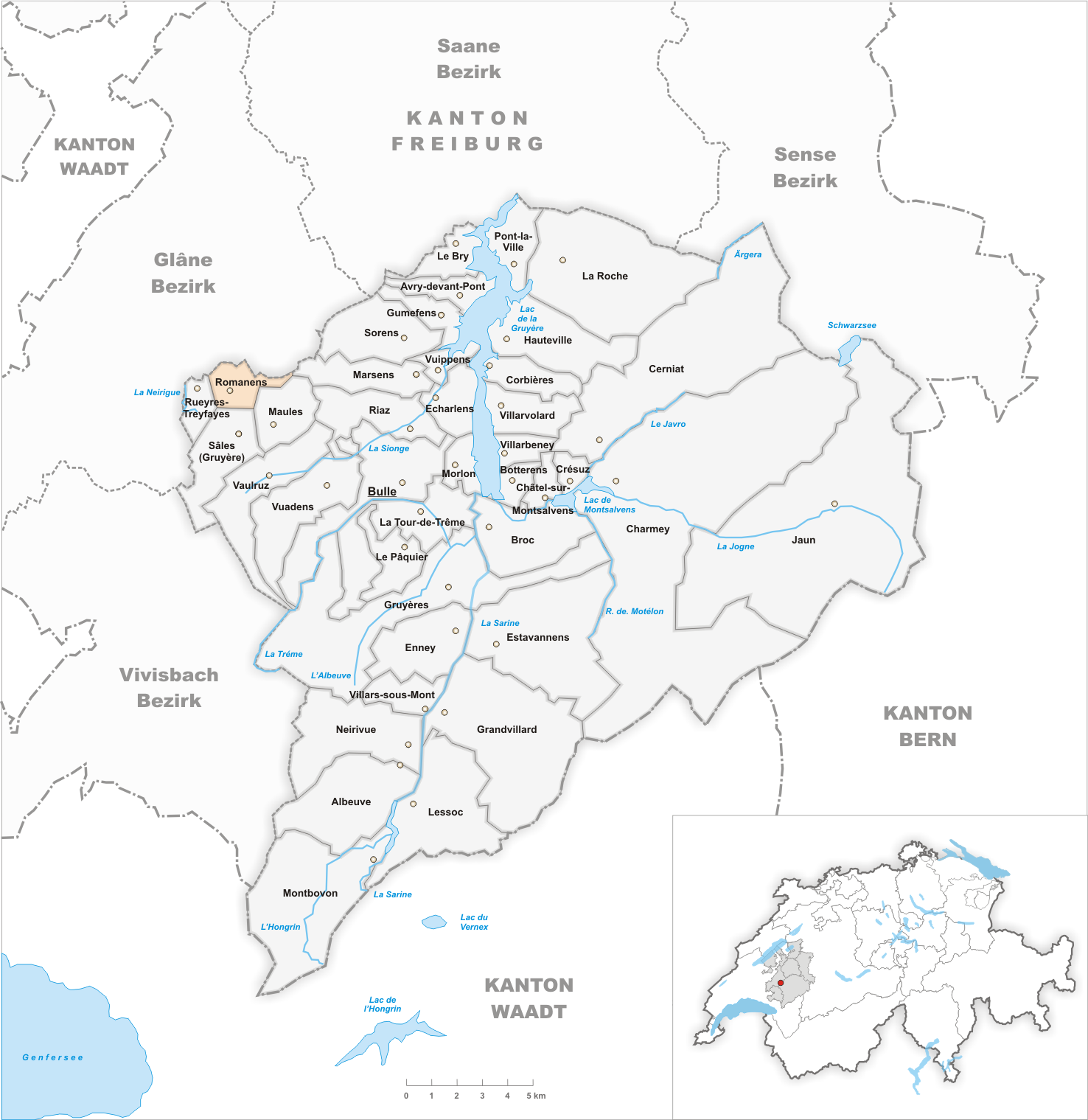
Gemeindestand vor der Fusion am 1. Januar 2001

Romanens (Freiburger Patois Remaninⓘ) ist eine Ortschaft und früher selbständige politische Gemeinde im Distrikt Greyerz des Kantons Freiburg in der Schweiz. Der frühere deutsche Name Romaning bzw. Romaningen wird heute nicht mehr verwendet. Am 1. Januar 2001 wurde Romanens nach Sâles eingemeindet.

## Geographie
Romanens liegt auf 893 m ü. M., siebeneinhalb Kilometer westnordwestlich des Bezirkshauptortes Bulle (Luftlinie). Das Bauerndorf erstreckt sich am schwach geneigten Südwestabhang des Hügelzugs des Gibloux, an aussichtsreicher Lage über dem Tal der Neirigue und dem Molasseplateau des südwestlichen Freiburger Mittellandes. Die ehemalige Gemeindefläche betrug rund 3,4 km². Das Gebiet umfasste den Hang von Romanens, reichte im Osten bis zum Bach Ruisseau des Roubattes und im Norden auf die Waldhöhe von Es Verraux (977 m ü. M.).

## Bevölkerung
Mit 279 Einwohnern (2002) gehörte Romanens vor der Fusion mit Sâles zu den kleinen Gemeinden des Kantons Freiburg. Zum Dorf gehörte auch der Weiler Vers chez Descloux (876 m ü. M.).
Einwohnerzahlen: Volkszählungsdaten

## Wirtschaft
Romanens ist noch heute ein vorwiegend durch die Landwirtschaft geprägtes Dorf. Die Viehzucht und die Milchwirtschaft haben eine wichtige Bedeutung in der Erwerbsstruktur der Bevölkerung. Früher spielte die Herstellung von Ziegeln und Strohmatten eine grosse Rolle in Romanens. In den letzten Jahrzehnten hat sich das Dorf auch zu einer Wohngemeinde entwickelt. Einige Erwerbstätige sind deshalb Wegpendler, die in der Region Bulle und in Romont arbeiten.

## Verkehr
Das Dorf ist verkehrstechnisch recht gut erschlossen, obwohl es abseits der grösseren Durchgangsstrassen liegt. Der nächste Anschluss an die Autobahn A12, die seit 1981 von Bern bis Vevey durchgehend geöffnet ist, befindet sich rund fünf Kilometer vom Ortskern entfernt. Romanens besitzt mit der Buslinie der Transports publics Fribourgeois, die von Bulle nach Vuisternens-devant-Romont verkehrt, einen Anschluss an den öffentlichen Verkehr. Die Bahnhöfe Sâles und Rueyres-Treyfayes an der Eisenbahnlinie von Romont nach Bulle, die am 1. Juli 1868 eingeweiht wurde, liegen rund 2 km von Romanens entfernt; sie werden seit 2010 nicht mehr bedient.

## Geschichte
Das Gebiet um Romanens war schon sehr früh besiedelt, was durch Funde von Spuren aus der Römerzeit und von Grabstätten aus der Burgunderzeit bezeugt werden konnte. Die erste urkundliche Erwähnung des Ortes erfolgte jedoch erst 1380 unter dem heutigen Namen. Der Ortsname geht auf den burgundischen Personennamen Hrôma zurück und bedeutet mit dem Suffix -ens so viel wie bei den Leuten des Hrôma.
Im Mittelalter gehörte Romanens zunächst den Herren von Maules; ein Teil des Ortes kam aber im 13. Jahrhundert an Guillaume de Montagny, im 14. Jahrhundert an die Herren von Vaulruz. Die Herrschaft Vaulruz wurde 1536 an Freiburg verkauft und in eine Vogtei umgewandelt, die bis 1798 Bestand hatte. Nach dem Zusammenbruch des Ancien Régime gehörte Romanens während der Helvetik und der anschliessenden Zeit bis 1848 zum damaligen Bezirk Bulle, bevor es in den Bezirk Greyerz eingegliedert wurde. Mit Wirkung auf den 1. Januar 2001 wurden die bis dahin selbständigen Gemeinden Romanens, Maules und Rueyres-Treyfayes nach Sâles eingemeindet.

## Sehenswürdigkeiten
Bei Romanens befindet sich die Grotte der Unbefleckten Empfängnis. Das Dorf besitzt keine eigene Kirche, es gehörte stets zur Pfarrei Sâles.